# Maximiliano Moralez
Maximiliano Nicolás Moralez (Granadero Baigorria, 27 de fevereiro de 1987) é um futebolista argentino que atua como meia. Atualmente, joga pelo New York City FC.

## Carreira
Maxi Moralez foi revelado em 2005 pelo Racing, de Avellaneda. Após destacar-se no clube, foi vendido em 2007 ao FC Moscou, da Rússia. No clube russo, teve poucas oportunidades e chegou a acertar um empréstimo em 2008 para defender novamente o Racing. Em 2009, foi contratado pelo Vélez Sársfield. Moralez fez o gol do título do Vélez no Clausura de 2009, na última partida da competição, contra o Huracán.
Em Julho de 2011 Maxi foi contratado pelo Atalanta, por €8 milhões onde permaneceu até final de 2015.
O Presidente do Club León confirmou a contratação de Moralez em Dezembro de 2015.
Atualmente, atua nos New York City FC após ter sido contratado como Designated Player pelos mesmo em Fevereiro de 2017.

### Seleção Argentina Sub-20
Pela Seleção Sub-20, Moralez conquistou o Mundial de 2007, disputado no Canadá. O jogador foi um dos principais nomes da competição.

## Títulos
Vélez Sársfield
- Campeonato Argentino Clausura: 2008-09,  2010-11

New York City FC
- MLS Cup: 2021
- Campeones Cup: 2022

Seleção Argentina
- Mundial Sub-20: 2007